# Blood Tsunami
I Blood Tsunami sono una band thrash metal norvegese di Oslo. Costituita da Peter Michael Kolstad Vegem nel 2004, sono ora sotto contratto per la Indie Recordings.

## Formazione
- Peter Michael Kolstad Vegem – voce, chitarra ritmica (2004–presente)
- Kristoffer Sørensen – chitarra solista (2004–presente)
- Faust – batteria (2005–presente)
- Calle – basso (2011–presente)

### Ex componenti
- Peter "Bosse" Boström – (2005-2009)
- Frode Sørskaar – basso (2004-2005)
- Stig Amundsen – basso (2005)
- Jørgen Nordli – batteria (2004–2005)

## Discografia

### Album in studio
- 2007 – Thrash Metal
- 2009 – Castle of Skulls
- 2009 – Grand Feast for Vultures
- 2013 – For Faen
- 2018 – Grave Condition

### Demo
- 2004 – Blood All Over
- 2005 – Demo 05